# Saibu Cuo
Saibu Cuo (kinesiska: 赛布错) är en sjö i Kina. Den ligger i den autonoma regionen Tibet, i den sydvästra delen av landet, omkring 380 kilometer nordväst om regionhuvudstaden Lhasa. Saibu Cuo ligger 4 515 meter över havet. Arean är 63 kvadratkilometer. Den sträcker sig 7,5 kilometer i nord-sydlig riktning, och 12,5 kilometer i öst-västlig riktning.
Genomsnittlig årsnederbörd är 456 millimeter. Den regnigaste månaden är juli, med i genomsnitt 143 mm nederbörd, och den torraste är november, med 4 mm nederbörd.